# Montes de León

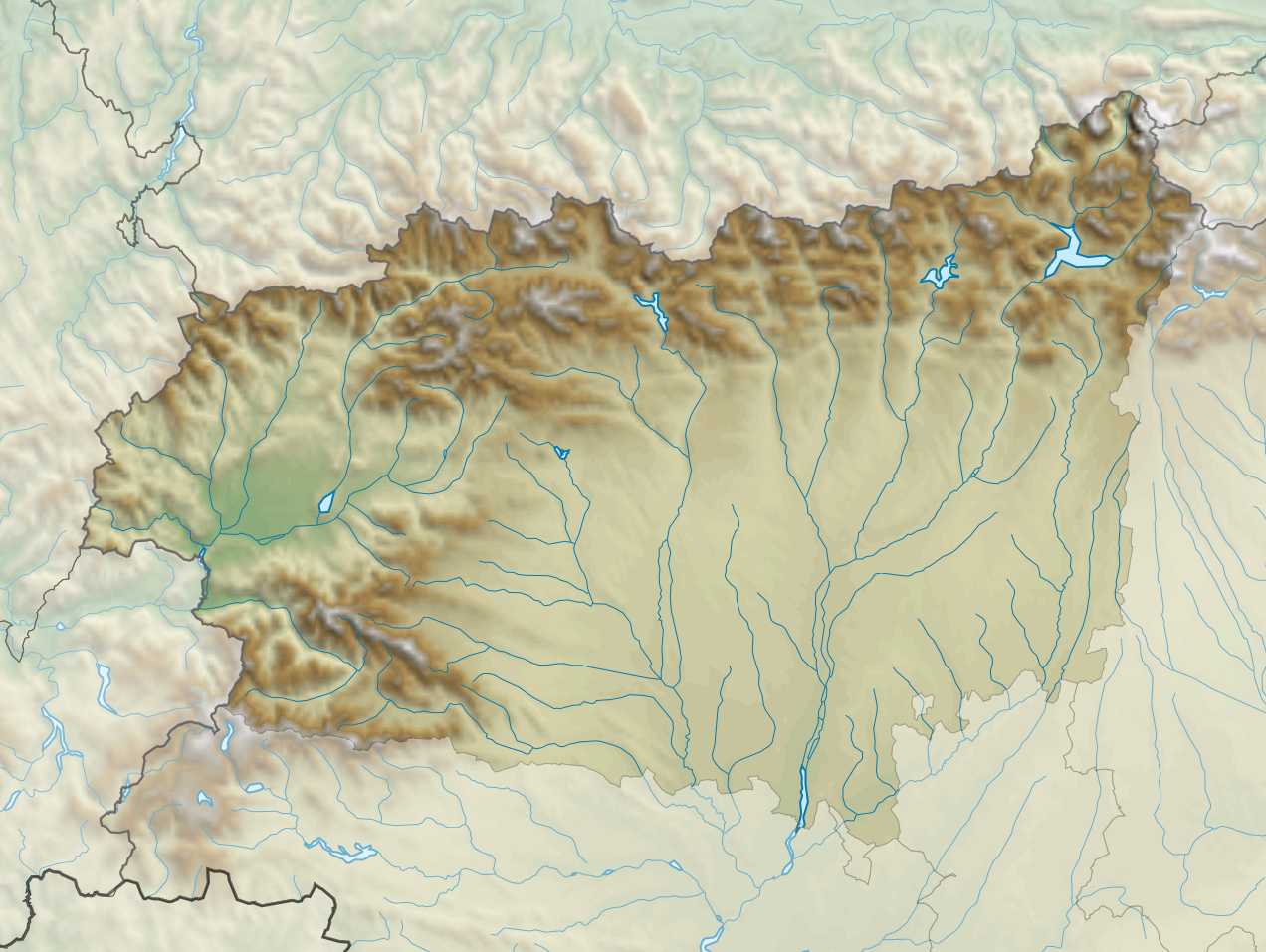
Reliefkarte der Provinz León mit den Montes de León im Südwesten

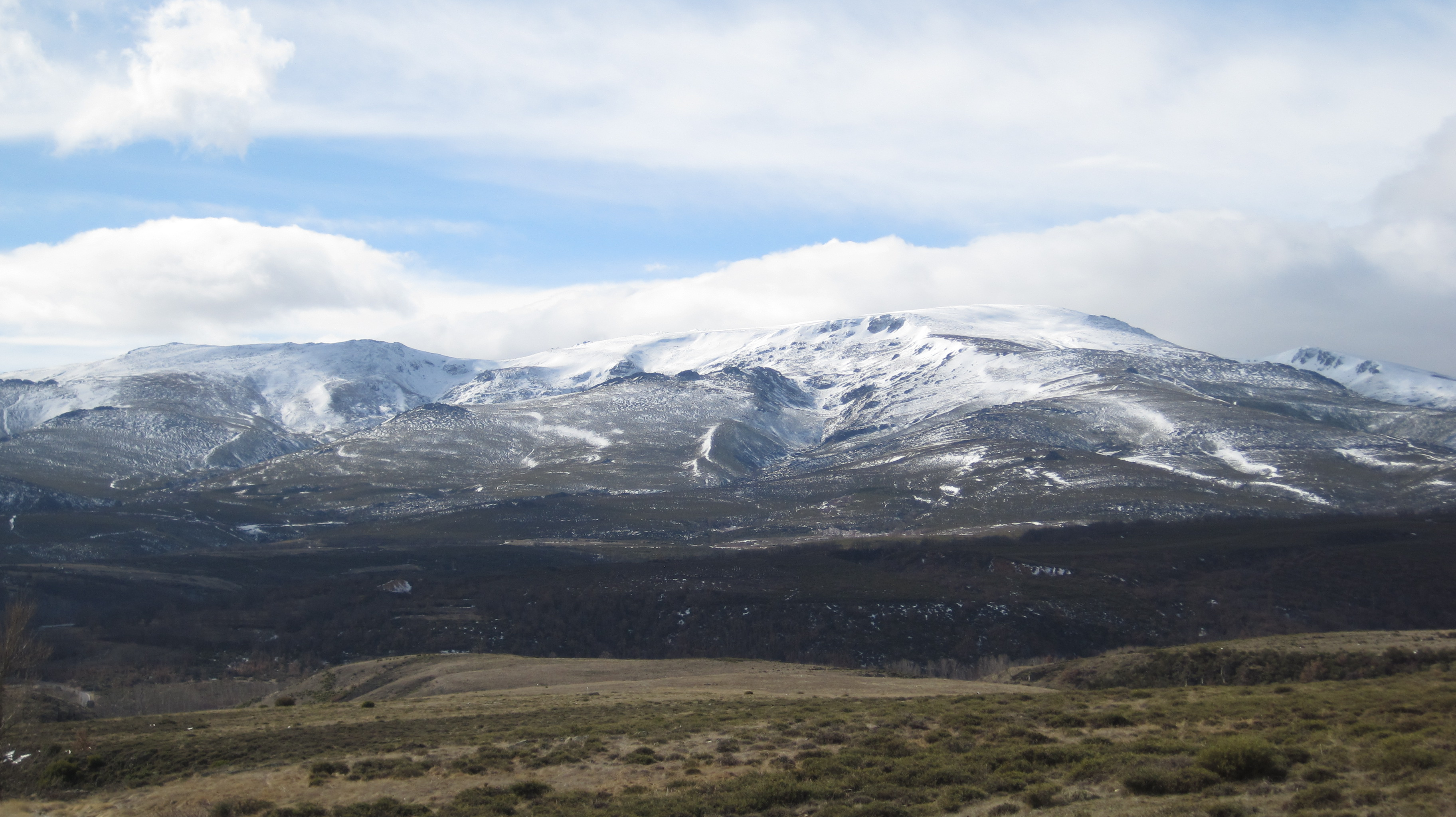
Teleno

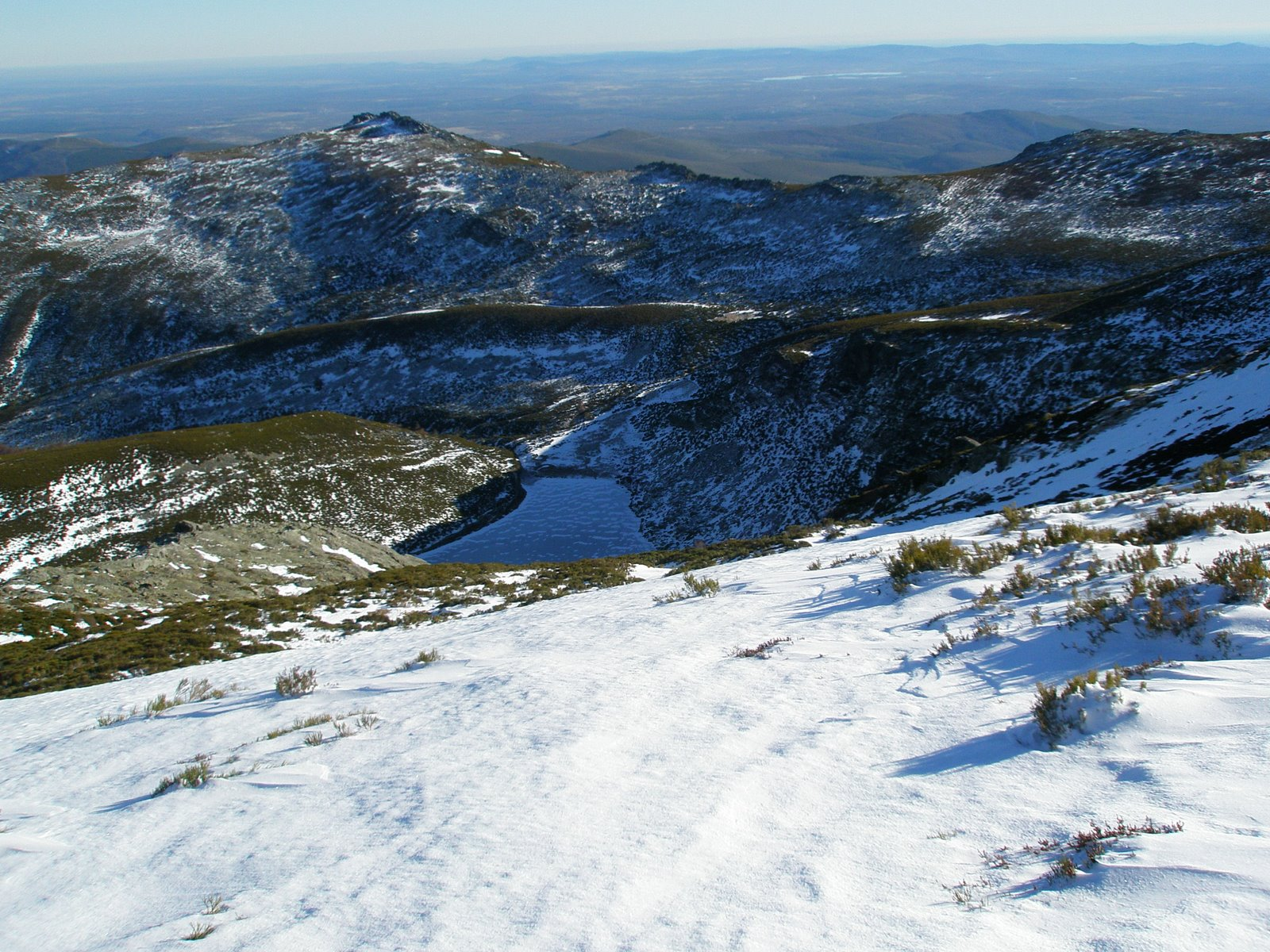
Vizcodillo

Die Montes de León sind eine Gebirgskette im Westen der spanischen Provinzen León und Zamora in der autonomen Region Kastilien-León. Sie bilden einen südwestlichen Ausläufer des Kantabrischen Gebirges und umschließen zusammen mit diesem das nur etwa 500 Meter hoch gelegene Valle del Bierzo mit dem Zentrum Ponferrada. Das Gebirge erreicht mit dem 2188 Meter hohen Pico de Teleno seine größte Höhe, doch noch etwa zehn weitere Gipfel haben Höhen von über 2000 Metern – darunter auch der 2121 Meter hohe Vizcodillo.

## Unterteilung
Die Montes de León werden in verschiedene kleinere Bergstöcke unterteilt, z. B. die Montes Aquilanos, die Sierra Segundera, die Sierra de la Cabrera, die Sierra de la Culebra, die Sierra  Gamoneda, die Sierra del Teleno oder das Macizo de Trevinca.

## Flüsse
Wichtigste Flüsse im Nordwesten der Montes de León sind der Río Sil und der Río Bibey; auf der Ostseite entspringen beispielsweise der Río Eria, der Río Duerna, der Río Codes oder der Río Jamuz; der wichtigste Fluss im Süden des Gebirges ist der Río Tera. Die Flüsse auf der Westseite des Gebirges entwässern über den Río Sil und den Río Miño in den Atlantischen Ozean, die im Süden und Osten über den Duero ebenfalls in den Atlantik.

## Orte

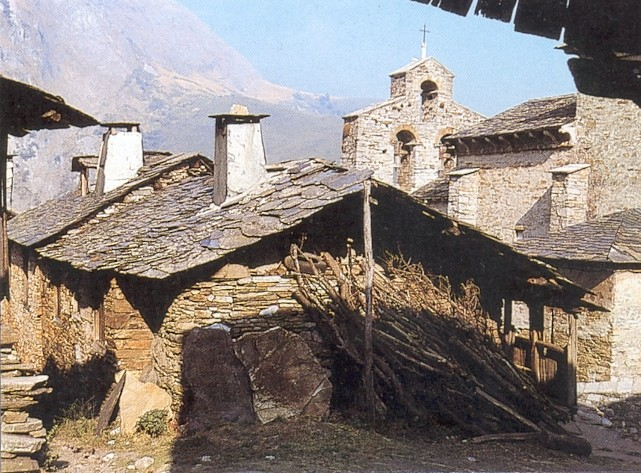
Peñalba de Santiago

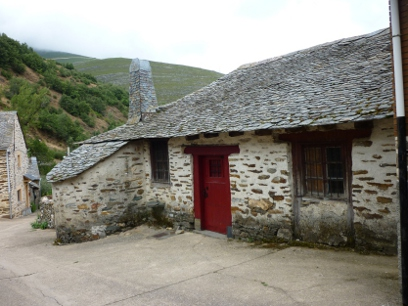
Lucillo – altes Haus im Weiler Pobladura de la Sierra

Die Montes de León sind nur dünn besiedelt; an den Rändern des Bergmassivs gibt es mehrere sehenswerte Ortschaften mit Häusern und Kirchen aus Bruchstein – einige gehören zur Comarca Maragatería:
- Peñalba de Santiago
- Montes de Valdueza
- Lucillo
- Luyego
- Truchas
- Castrillo de Cabrera
- Puebla de Sanabria

## Tourismus
Alle Gipfel der Montes de León können ganzjährig auf Wander- bzw. Trekking-Touren bestiegen werden. In vielen Orten werden Ferienwohnungen (casas rurales) vermietet.

## Sehenswürdigkeiten
Abgesehen von den vielfältigen Landschaftseindrücken ist die zu Beginn des 10. Jahrhunderts gegründete mozarabische Kirche Santiago de Peñalba mit ihren Hufeisenbögen äußerst beachtlich.